# Julia Klumpke
Pour les articles homonymes, voir Klumpke.
Julia Klumpke, souvent orthographié Julia Klumpkey, née le 13 août 1870 à San Francisco et morte le 23 août 1961 dans la même ville, est une violoniste  et compositrice américaine.

## Biographie

### Famille et éducation
Julia Klumpke, surnommée Lulu, naît à San Francisco en Californie. Fille de John Gerald Klumpke, riche agent immobilier, et de son épouse Dorothea Mattilda Tolle, elle est l'un des huit enfants  de la famille. Parmi sa fratrie figurent l'astronome Dorothea Klumpke-Roberts, la peintre Anna Elizabeth Klumpke et le neurologue Augusta Dejerine-Klumpke. Bien que les articles et autres publications de son temps n'usent presque toujours que de l'orthographe d'origine de son nom de famille, la graphie actuellement est souvent américanisée pour Klumpkey.
Julia Klumpke étudie pendant un an au New England Conservatory à Boston, dans le Massachusetts, travaillant avec Emil Mahr et Herman Hartmann pour le violon et avec Percy Goetschius pour la composition. En 1895, elle est diplômée en interprétation au violon,. Elle poursuit sa formation en Europe dans les années 1920, avec Eugène Ysaÿe, Leopold Auer, William Henley et Maurice Hewitt et alto avec Henri Benoit. Elle prend également des leçons de composition de Nadia Boulanger et Annette Dieudonné à Paris.

### Carrière
Julia Klumpke donne ses premiers récitals à Honolulu, à Hawaii, dès 1908. Entre 1906 et 1910, Klumpke enseigne le violon au Converse College, un lycée pour femmes à Spartanburg, en Caroline du Sud et dirige l'Orchestre symphonique de Spartanburg ; elle occupe ces postes avec des interruptions, jusqu'en 1922,,. Pendant la Première Guerre mondiale, elle abandonne un temps son travail pour rejoindre sa sœur Anna en Europe, et l'aider lorsqu'elle  transforme sa maison dans la banlieue de Paris en hôpital pour les soldats blessés,.
En 1928, Julia Klumpke effectue un tour du monde et, au milieu des années 1930, retourne vivre à San Francisco. 
Elle est membre de plusieurs associations musicales féminines (toutes de San Francisco), de la société des compositeurs de Californie et de l'Association des professeurs de musique de Californie,.
Julia Klumpke compose une cinquantaine d'œuvres musicales, principalement de la musique de chambre, des mélodies et de la musique chorale. Elle compose un poème dramatique, The Twin Guardians of the Golden Gate, pour l'exposition internationale du Golden Gate en 1939.
Elle meurt à San Francisco où elle est enterrée dans le columbarium de la société Neptune, avec son père et deux de ses sœurs. Dans son testament elle laisse deux bourses d'études, l'une pour le San Francisco Symphony (pour un remarquable interprète du groupe des instruments à cordes) et au Converse College. Ses papiers personnels et ses manuscrits musicaux sont conservés au sein de la collection Julia Klumpkey au New England Conservatory de Boston.

## Œuvres
Musique de chambre
- Quatre pièces (Quatre Pièces, 1932 ; pour alto et piano)
- Deuxième suite pour alto et piano (1935)
- Berceuse pour alto et piano (1937)
- Suite pour alto et piano : la Baie de San Francisco (1951)
- Sonate no 3 pour violon et violoncelle
- Suite pour petit orchestre
- Premier trio pour violon, clarinette et piano
- Deuxième trio pour violon, clarinette et piano
- Trio pour piano, violon et violoncelle
- Miniature trio à cordes
- Andante pour cordes
- Valse fantaisiste (Valse lunatique)

Chorale
- Wait on the Lord
- The Lord Is My Shepherd : Hymne pour quatuor mixte et orgue
- He Shall Give His Angels Charge Over Thee (Psaume 91)"

Voix seule
- Candle Lighting Song
- In Flanders Field
- Songs for Children

Autre
- The Twin Guardians of the Golden Gate (1939)